# Inname van Arnhem (1514)
De Inname van Arnhem (ook wel de "Verovering van Arnhem" genoemd) vond plaats op 21 maart 1514 tijdens de Gelderse Oorlogen door Karel van Gelre en zijn Gelre'se krijgsmannen. Bij de verovering van de stad werd de tactiek van het Paard van Troje gebruikt.

## Verloop
Van 23 juni tot 6 juli 1505 was er het Beleg van Arnhem door Filips de Schone opgezet. Deze wilde Gelre en Arnhem definitief aan zijn Bourgondische-Habsburgse rijk toevoegen. Arnhem viel en Karel van Gelre moest na de knieval van Rozendael, zijn geliefde stad verlaten. Na het overlijden van Filips de Schone kort daarna pakte Van Gelre de draad weer op met een oorlog om zijn Hertogdom weer aan zijn zijde te krijgen. 
In 1513 sloten de Bourgondische Keizer Maximiliaan van Oostenrijk en Karel van Gelre een vierjarig bestand. In een passage van het bestand werd benoemd dat Arnhem in Bourgondische handen zou blijven. De stad Arnhem was echter nog een van de voormalige steden die Karel nog niet terug in zijn bezit had gekregen.
In de ochtend van 21 maart 1514 werd een molenkar via de Sint-Janspoort de stad binnengereden, bij de poort hadden de bewakers vermoed dat de kar vol met koren en tarwe lag om brood mee te bakken. In de kar zaten echter circa 17 Gelderse krijgsmannen verstopt, deze moesten op een rustig moment tevoorschijn komen en de poort openmaken voor de Hertog en zijn manschappen.
De 19e-eeuwse dichter Anthony Christiaan Winand Staring maakte een vers over het voorval:
| De molenkar kwam Arnhem in, doch bragt er thans geen graan ,,Leev' Karel! bromt de man bij t'paard, en spoed zijn vracht te ontslaan |

Nadat de bewoners van Arnhem doorhadden dat de Hertog teruggekeerd was, werd hij feestelijk onthaald. Doordat de stad financieel in een slechte fase zat, kreeg de Hertog een os en een vat wijn cadeau.
Huissen (1502) · Arnhem (1505) · Oldenzaal (1510) · IJsselstein (1511) · Venlo (1511) · Arnhem (1514) · Groningen (1514) · Zaltbommel (1515) · Sneek (1517) · Medemblik (1517) · Hasselt · Nijenbrugge · Steenwijk (1523) · Sloten (1523) · Zwolle (1524) · Utrecht · 's-Gravenhage (1528) · Harderwijk (1528) · Tiel (1528) · Heiligerlee (1536) · Sittard · Düren · Amersfoort (1543)· Gulik (1543) · Venlo (1543)